# Femyso
Le Forum of European Muslim Youth and Student Organisations (FEMYSO), en français Forum des organisations européennes musulmanes de jeunes et d’étudiants, est une association européenne islamique regroupant 32 associations membres issues de 22 États. Elle est accusée de faire partie de la galaxie des Frères musulmans.

## Historique
La première réunion entre les représentants des organisations de jeunesse musulmane européenne a lieu en Suède en 1995 lorsque le ministère des Affaires étrangères et les jeunes musulmans de Suède organisent la conférence « L’islam en Europe ». 
En juin 1996, la Fédération des organisations islamiques en Europe (FIOE) s’associe à des organisations de jeunesse musulmane de Suède, de France et d’Angleterre ainsi qu’à l'Assemblée mondiale saoudienne de la jeunesse musulmane (WAMY) pour former une organisation européenne de la jeunesse islamique. Le 1er septembre 1996, 35 délégués de onze pays se réunissent à Leicester et lancent officiellement le FEMYSO, basé à Bruxelles,.
Le premier président du FEMYSO est Ibrahim El-Zayat, qui était également membre du conseil d’administration de la FIOE et administrateur de la Fondation FIOE « European Trust » ainsi que le représentant européen de la WAMY, et dans ces fonctions a assuré le financement. Son successeur à la présidence du FEMYSO en 2002 est Khallad Swaid, ancien président de la Jeunesse musulmane d’Allemagne (MJD). La présidente actuelle du FEMYSO, Hania Chalal, est l'ancienne présidente des Étudiants Musulmans de France (EMF).
En 2020, l'organisation apporte son soutien au Collectif contre l'islamophobie en France (CCIF) à la suite de sa dissolution par le gouvernement français pour avoir été « manifestement impliqué » dans l'assassinat de Samuel Paty.
En novembre 2021, la ministre Marlène Schiappa s'est insurgée que l'association ait été reçue par la Commissaire européenne à l'égalité Helena Dalli, qualifiant alors le FEMYSO de « faux nez de l'islamisme ».

## Composition
Au sein du FEMYSO, on retrouve de nombreuses associations liées aux Frères musulmans dont :
- Islamic Community Millî Görüs, considéré comme un relai de propagande d'Erdogan en Europe[9]
- Étudiants musulmans de France, considéré comme la branche étudiante des frères musulmans[10].

## Financement
D'après Marianne, l'association est financée par des fonds européens, elle aurait perçu 210 000 euros de l'Union européenne depuis 2007. Ces subventions sont régulièrement dénoncées par la France.
En 2014 et 2015, le FEMYSO reçoit deux subventions de fonctionnement au titre d’Erasmus+ d’un montant de 49 881 euros et 35 000 euros respectivement.
Dans un rapport des services de renseignement français dévoilé le 21 mai 2025, il est rappelé que « le FEMYSO a en effet reçu des subventions de la Commission européenne, du Conseil de l'Europe et du Parlement européen » malgré « des activités de lobbying envers les institutions communautaires et européennes ».

## Controverses

### Proximité avec les Frères musulmans
L'association est accusée par de nombreux médias et chercheurs d'être partie intégrante de la sphère des Frères musulmans,.
L'universitaire et spécialiste des frères musulmans, Florence Bergeaud Blackler, la déclare comme « branche jeune d’une organisation réputée proche des Frères musulmans, l’Union des Organisations Islamiques en Europe (UOIE), qui représente le courant fondamentaliste de l’islam en Europe et dont l’objectif est de former une élite musulmane européenne ».
Lorenzo Vidino, universitaire et directeur d’un programme sur l’extrémisme à l’Université George-Washington quant à lui indique que « les documents de l’UOIE prouvent très clairement que le FEMYSO est une de leurs émanations ».
L'organisation est aussi ciblée dans un rapport des services de renseignements français sur l'influence des Frères musulmans en France, intitulé « Frères Musulmans et islamisme politique en France » publié le 21 mai 2025. Selon ce rapport, le FEMYSO serait la « branche jeunesse du Conseil des Musulmans Européens (CEM) » et ferait office de « structure de formation des cadres à haut potentiel de la mouvance, dans lequel les militants français sont très actifs ». Il accuse aussi le FEMYSO d'être « traditionnellement présidée par des enfants des figures de la mouvance frériste à l'instar d'Intissar Kheriji, fille de l'islamiste Rachid Ghannouchi, ancienne cadre qui participe aujourd'hui à la formation des jeunes ». Le rapport accuse également le FEMYSO de « chercher à se présenter comme un acteur modéré, doté d'une expertise reconnue sur l'islamophobie et les libertés religieuses » tout en « promouvant auprès des députés une évolution de la liberté de religion impliquant notamment un durcissement de la législation sur le blasphème » ou en « s'opposant à la nomination d'un commissaire européen aux valeurs européennes, en charge des migrations ».
À la suite de la publication du rapport français, le gouvernement suédois par la voix de son ministre de l'Intégration, Mats Persson, a déclaré qu'un « groupe d’experts » serait constitué pour obtenir « une vue d’ensemble de l’infiltration islamiste en Suède [...] qui remettent en question la démocratie ». L’eurodéputé des Démocrates de Suède, Charlie Weimers a salué cette initiative et a jugé « inacceptable que l’UE continue de verser des centaines de millions de couronnes dans des organisations liées aux Frères musulmans, telles que FEMYSO sous des prétextes tels que l’intégration ou les projets de jeunesse ».

### Promotion du port du voile
L'organisation a financé de nombreuses campagnes encourageant le port du voile, avec des mots comme « La beauté se trouve dans la diversité comme la liberté dans le hidjab » ou « Apportez de la joie, acceptez le hidjab ». À la suite de cette campagne, la secrétaire d’État chargée de la jeunesse, Sarah El Haïry, affirme que la France a « fait part de sa désapprobation extrêmement vive », permettant par « ses réseaux diplomatiques » justement « le retrait de cette campagne ».